# Tọa độ suy rộng
Trong cơ học giải tích, đặc biệt khi nghiên cứu động lực học vật rắn của hệ đa vật thể, khái niệm tọa độ suy rộng chỉ tới các tham số miêu tả cấu hình của hệ vật lý so với cấu hình tham chiếu. Những tham số này phải cho phép xác định duy nhất cấu hình của hệ so với cấu hình tham chiếu. Vận tốc suy rộng bằng đạo hàm theo thời gian của tọa độ suy rộng của hệ thống.
Ví dụ về tọa độ suy rộng đó là góc xác định vị trí của một điểm di chuyển trên đường tròn. Từ "suy rộng" giúp phân biệt các tham số này với các khái niệm truyền thống của tọa độ như tọa độ Descartes: ví dụ, miêu tả vị trí của một điểm trên đường tròn trong mặt phẳng bằng hai tọa độ x và y.
Tuy có nhiều lựa chọn cho các tọa độ suy rộng đối với một hệ cơ học, chúng ta thường chọn các tham số tương ứng với cấu hình cụ thể của hệ sao cho việc tìm nghiệm của phương trình chuyển động trở lên dễ dàng hơn. Nếu các tham số này độc lập với nhau, số các tọa độ suy rộng độc lập xác định lên số bậc tự do của hệ.